# Битча
Би́тча (словац. Bytča) — місто, громада в окрузі Битча, Жилінський край, Словаччина.
Перша згадка про громаду датована 1250 роком. До його складу входять: містечко Битча, та села — Мала Битча, Грабове, Мікшова, Пшурновіце, Глінік над Вагом. Протікає річка Петровічка.

## Загальниці
Громада Битча розташована в Битчанській котловині — орієнтовне розташування — супутникові знимки [Архівовано 25 серпня 2011 у WebCite]. Битча затиснута між Гріцовським каналом та Вагом. Через нього пролягає автомагістраль Е50 та Е75 загальноєвропейського значення, загалом вона є центром суспільного та економічного життя Битчанської округи.

## Населення
| Рік:            | 1994.  | 2004.   | 2014.   | 2024.   |
| --------------- | ------ | ------- | ------- | ------- |
| Кількість осіб: | 12 186 | 11 506  | 11 279  | 11 634  |
| Різниця:        |        | -5,58 % | -1,97 % | +3,14 % |

| Рік:            | 2023.  | 2024.   |
| --------------- | ------ | ------- |
| Кількість осіб: | 11 535 | 11 634  |
| Різниця:        |        | +0,85 % |